# Francesc de Borja Moll
Francesc de Borja Moll Casanovas (Ciudadela, Menorca, 10 de octubre de 1903-Palma de Mallorca, 18 de febrero de 1991) fue un lingüista, profesor, historiador y filólogo español. Autor de muchas obras en catalán y las variantes habladas de las Islas Baleares, coordinó junto a Antoni Maria Alcover el monumental Diccionario catalán-valenciano-balear (DCVB). En 1934 fundó la Editorial Moll, a día de hoy la editorial más antigua de las Islas Baleares, desde donde publicó un gran número de obras de la lengua y cultura catalanas.
En 1983 recibió la Medalla de Oro de la Generalidad de Cataluña.
En 2007 se estrenó un espacio multifuncional con su nombre en Mahón.
En 2015 se crea en Palma de Mallorca la Institució Francesc de Borja Moll, concebida para promover la figura y obra de Francesc de Borja Moll y preservar su legado.